# Clasiopella uncinata
Clasiopella uncinata är en tvåvingeart som beskrevs av Friedrich Georg Hendel 1914. Clasiopella uncinata ingår i släktet Clasiopella och familjen vattenflugor. Inga underarter finns listade i Catalogue of Life.